# Enmerkar
Enmerkar va ser, segons la llista de reis sumeris, el segon rei de la primera dinastia d'Uruk a la ciutat de Sumer. Se li atribueix un regnat de 420 anys.
Se l'esmenta a la llista després de Meix-ki-ang-gaixer, rei d'Eana, fill d'Utu, un personatge desconegut que va desaparèixer en el mar. Podria ser el seu fill, i devia regnar sobre Eanna. Va unir la veïna ciutat de Kullaba amb Eanna, on hi havia un gran temple dedicat a la deessa Inanna per formar la gran ciutat d'Unung o Uruk. La llegenda li atribuïa la invenció de l'escriptura sobre tauletes de fang. Enmerkar i el seu successor Lugalbanda van fer expedicions bèl·liques a territoris enemics que es descriuen com «l'immens bosc de cedres» i «el centre del país de les muntanyes».